# Don Asmonga
Donald A. "Don" Asmonga (West Mifflin, Pensilvania; 15 de febrero de 1928 - Jefferson Hills, Pensilvania; 13 de enero de 2014) fue un jugador de baloncesto y de béisbol estadounidense que disputó una temporada en la NBA, además de jugar durante siete temporadas en las Ligas Menores de Béisbol. Con 1,88 metros de estatura, jugaba en la posición de base. 

## Trayectoria deportiva

### Universidad
Tras jugar al baloncesto, béisbol y fútbol americano en su etapa de high school, consiguió una beca deporiva en el Alliance College, donde logró anotar 49 puntos en un partido. Es el único jugador salido de dicha institución en llegar a jugar en la NBA.

### Profesional
Tras poco más de un año en la universidad, firmó un contrato profesional con los Boston Red Sox de béisbol, con solo 19 años, jugando durante siete temporadas en las ligas menores, consiguiendo un promedio de carreras ganadas de 4,34.
Compaginándolo con el béisbol, en la temporada de invierno jugó al baloncesto durante cuatro temporadas en el equipo semiprofesional de los Altoona Flyers, fichando en diciembre de 1953 por los Baltimore Bullets de la NBA, con los que disputó siete partidos en los que anotó un total de cinco puntos.

## Estadísticas de su carrera en la NBA

### Temporada regular
| Temporada | Edad | Equipo            | Liga | Pos. | P | TIT | MIN | TC  | TCA | %TC  | 3P | 3PA | %3P | TL  | TLA | %TL   | R.OF. | R.DEF. | REB | ASIS | ROB | TAP | PER | FP  | PTS |
| 1953-54   | 25   | Baltimore Bullets | NBA  |      | 7 |     | 6.6 | 0.3 | 2.1 | .133 |    |     |     | 0.1 | 0.1 | 1.000 |       |        | 0.1 | 0.7  |     |     |     | 1.7 | 0.7 |
| Total     |      |                   | NBA  |      | 7 |     | 6.6 | 0.3 | 2.1 | .133 |    |     |     | 0.1 | 0.1 | 1.000 |       |        | 0.1 | 0.7  |     |     |     | 1.7 | 0.7 |